# Biserica „Sfântul Ioan Teologul” din Fundul Galbenei
Biserica „Sf. Ioan Teologul” este o biserică amplasată în Fundul Galbenei, raionul Hîncești, Republica Moldova. Este un monument arhitectural de importanță națională inclus în Registrul monumentelor Republicii Moldova ocrotite de stat cu nr. 594 (raionul Hîncești). Datează din 1903.